# Eliot Elisofon
Eliot Elisofon, né le 17 avril 1911 et mort le 7 avril 1973, est un photographe documentaire et photojournaliste américain.

## Biographie
Originaire du quartier de Lower East Side  à New York, Elisofon fait ses études secondaires à la DeWitt Clinton High School, puis entre à l'université Fordham, dont il est diplômé en 1933. Il se marie à deux reprises, avec Mavis Lyons en 1940 (ils divorcent en 1946), puis avec Joan Baker Spear en 1950 (ils ont deux filles, Elin et Jill).
En 1936, il participe à la fondation de la Photo League, dont il est l'un des membres les plus actifs et les plus productifs : il enseigne (1938–1943), notamment le photojournalisme et la photo avec flash, co-organise le projet Men at Work avec Lewis Hine (1940), préside à plusieurs reprises l'association entre 1939 et 1941. De 1938 à 1942, il dirige un studio de photographie (August and Co.) actif dans la publicité et la mode, poursuivant son œuvre personnelle en parallèle. Il enseigne également dans plusieurs institutions (MoMA, École de l'Institut d'art de Chicago, université Yale, etc.).
En 1937, le photographe et réalisateur Willard Van Dyke le présente à Alexey Brodovitch, directeur artistique du magazine Harper's Bazaar, qui le présente lui-même à Beaumont Newhall, conservateur des collections photographiques du Museum of Modern Art et à Tom Maloney, rédacteur en chef du magazine U.S. Camera. Il expose des photos prises dans les rues de New York au Pennsylvania Museum of Art et dans la galerie de Julien Levy. Sa série Playgrounds of Manhattan est exposée à la New School. Il se lie d'autres artistes comme Chaim Gross, Isamu Noguchi, David Smith... qui se retrouvent fréquemment dans son studio à proximité du MoMA. En 1939, il participe au projet These Are Our Lives dans le cadre du Federal Writers' Project.
Il commence à contribuer à Life en 1937 (où il est employé de 1942 à 1964) ; en 1941, sa photo du général Patton est la première couverture en couleur du magazine. Il accompagne le général Patton pendant sa campagne d'Afrique du Nord, et en tire une exposition intitulée The Tunisian Triumph, inaugurée en juin 1943 au Museum of Modern Art (MoMA) à New York, qui parcourt par la suite vingt villes des États-Unis. Il travaille avec le réalisateur John Huston sur le tournage des films L'Odyssée de l'African Queen et Moulin Rouge. Il est consultant sur plusieurs autres tournages, notamment Bell, Book and Candle (1958) et The Greatest Story Ever Told (1965).
Elisofon fait de nombreux voyages sur tous les continents, principalement dans le cadre de son travail pour Life. Sa collection de photographies prises en Afrique est particulièrement riche ; il a donné plus de 80 000 photos au Musée national d'art africain de Washington, qui lui a consacré une exposition en 2013 (Africa Re-Viewed: The Photographic Legacy of Eliot Elisofon).